# Narrtagging
Narrtagging (Hydnocristella himantia) är en svampart som först beskrevs av Ludwig David von Schweinitz, och fick sitt nu gällande namn av R.H. Petersen 1971. Hydnocristella himantia ingår i släktet Hydnocristella och familjen Lentariaceae.   Inga underarter finns listade i Catalogue of Life.

I den svenska databasen Dyntaxa används istället namnet Kavinia himantia för samma taxon.  Arten är reproducerande i Sverige.